# Biskupské gymnázium J. N. Neumanna
Biskupské gymnázium J. N. Neumanna je českobudějovické katolické gymnázium se všeobecným zaměřením, kladoucí důraz na výuku jazyků. Jeho kapacita činí 720 studentů a nabízí čtyř-, šesti- a osmileté studium.

## Historie a popis
Gymnázium založil v roce 1990 budějovický biskup Miloslav Vlk. Je pojmenováno po J. N. Neumannovi, jihočeském katolickém misionáři z 19. století, v roce 1977 svatořečeném. Zprvu si škola prostory pronajímala, v roce 1995 získala vlastní budovu v centru města a později k ní zřídila i internát pro 90 studentů a školní jídelnu (jde o budovu bývalého sirotčince sester boromejek). Od roku 2002 je organizačně propojena s Církevní základní školou sídlící na Rudolfovské ulici, která má rozsah 1. až 9. ročník se 450 žáky a nabízí rozšířenou výuku informační techniky a jazyků.
Na gymnáziu působí také Pěvecký sbor jihočeských učitelek, vedený 50 let dlouholetým pedagogem gymnázia a sbormistrem prof. Theodorem Pártlem (1933), od roku 2013 se vedení ujala Anna Voříšková.
Ke škole patří i areál kostela Svaté Rodiny, na jehož opravě spolupracoval architekt Josef Pleskot i bývalý spirituál gymnázia Josef Prokeš.

## Jazyky na škole
8leté gymnázium:
- anglický jazyk a španělský jazyk
- německý jazyk a anglický jazyk

6leté gymnázium:
- německý jazyk a anglický jazyk
- španělský jazyk a anglický jazyk – některé předměty jsou vyučovány ve španělštině (bilingvní studium).
- francouzský jazyk a anglický jazyk

4leté gymnázium:
- francouzský jazyk a anglický jazyk
- německý jazyk a anglický jazyk

## Měřítka a hodnocení kvality

### Úspěšnost ve zkouškách

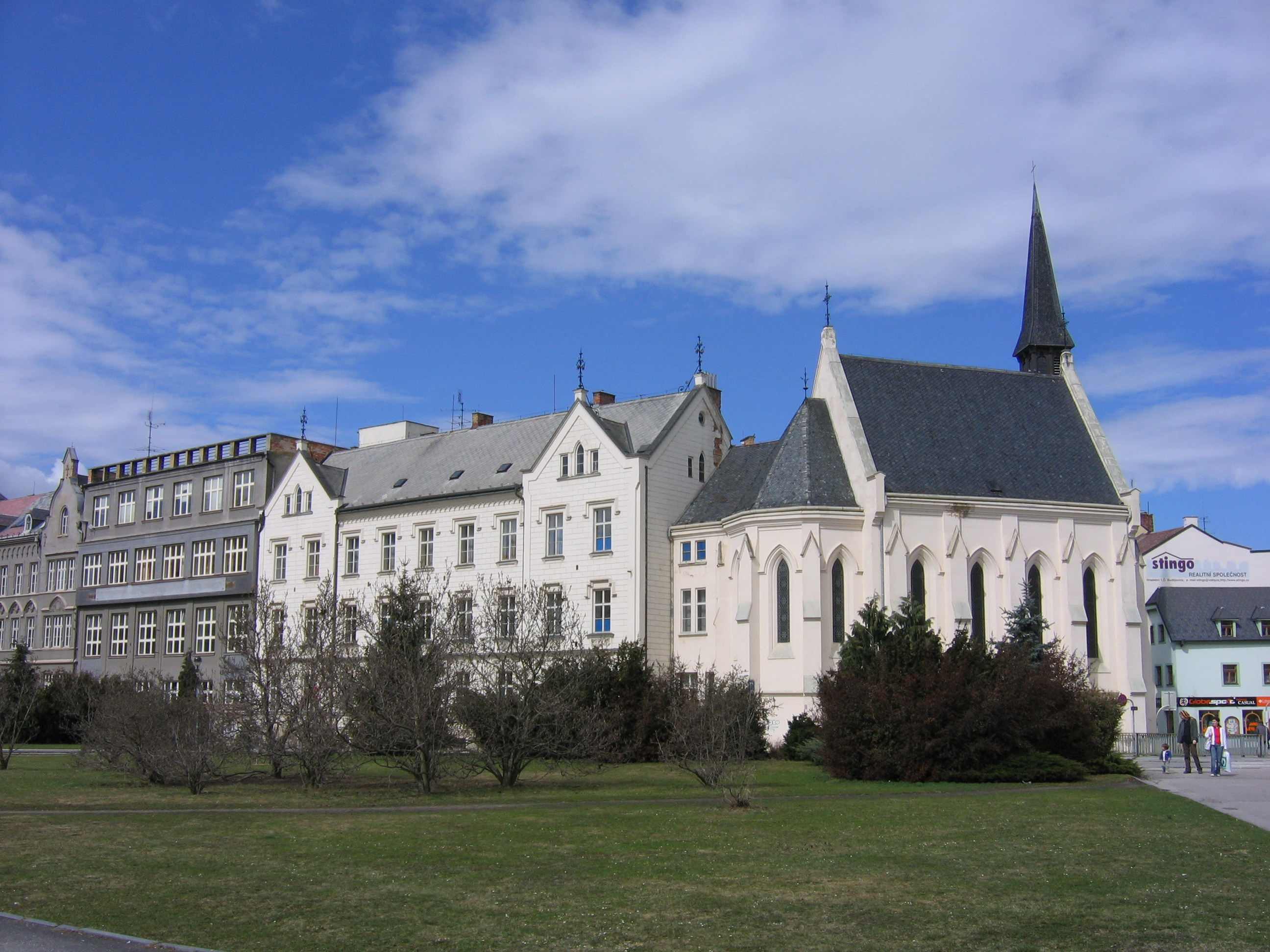
Kostel Svaté Rodiny vedle gymnázia

V roce 2011, kdy v ČR poprvé proběhly jednotné maturity, v nich byla škola co do úspěšnosti studentů nejlepší v Jihočeském kraji a zároveň desátá nejlepší v celé republice.[zdroj?]
V roce 2015 dopadla škola v předmětech Aj, Čj a M jako nejlepší škola v Jihočeském kraji, zároveň 8. nejlepší škola v Aj, 14. nejlepší škola v M a 18. nejlepší škola v Čj v celostátní jednotné maturitě.
V roce 2018 byla škola první v republice v úspěšnosti studentů u jazykové zkoušky CAE.[zdroj?]

### Zprávy České školní inspekce
Podle zprávy České školní inspekce z inspekce v roce 2005 má škola velmi dobré (nadprůměrné) personální a dobré (průměrné) materiálně-technické zabezpečení výuky, sledované oblasti výuky jsou velmi dobré až vynikající (nadprůměrné) a výsledky vzdělávání na škole jsou trvale na velmi dobré (nadprůměrné) úrovni. ČŠI však o tři roky později škole vytkla chyby v doložitelnosti celkového systému řízení. Vadilo jí také, že informace o průběhu, podmínkách a výsledcích vzdělávání nejsou systematicky vyhodnocovány.

## Významní studenti a absolventi
- Jiří Mádl, herec a režisér
- Petra Nesvačilová, herečka a režisérka
- Adam Vojtěch, právník, politik, poslanec, ministr zdravotnictví ČR, zpěvák
- Karel Kotoun, vítěz florbalových turnajů, CEMS Global Student Board President, fotograf
- Petr Lexa, zpěvák, youtuber a herec
- Kateřina Říhová, moderátorka

## Významní učitelé
- Martin Kubát, varhaník, pedagog a regenschori – vedl dívčí sbor gymnázia ve školním roce 1999/2000
- Mgr. Theodor Pártl (1933–2020), pedagog, mlynář a sbormistr Pěveckého sboru jihočeských učitelek
- Josef Cepák, pedagog a propagátor sportu (především cyklistiky), zasloužil se o výstavbu cyklostezky spojující České Budějovice s Hlubokou nad Vltavou
- Josef Prokeš, kněz a tehdejší spirituál, zasloužil se o opravu studentského kostela sv. Rodiny v Českých Budějovicích

## Sportovní úspěchy

### Ultimate Frisbee
- 2. místo ve Středoškolské lize (2016)
- 1. místo ve Středoškolské lize (2017, 2018, 2019)[9]

### Florbal
- 1. místo na florbalovém turnaji církevních středních škol v Ostravě (2010 a 2015) a 2. místo (2014)[zdroj?]